# Amarodytes pulchellus
Amarodytes pulchellus är en skalbaggsart som beskrevs av Guignot 1955. Amarodytes pulchellus ingår i släktet Amarodytes och familjen dykare. Inga underarter finns listade i Catalogue of Life.